# Системная красная волчанка
Систе́мная кра́сная волча́нка (СКВ, болезнь Либмана — Сакса; лат. lupus erythematodes, англ. systemic lupus erythematosus) — диффузное системное заболевание соединительной ткани, характеризующееся системным иммунокомплексным поражением соединительной ткани и её производных, с поражением сосудов микроциркуляторного русла. Системное аутоиммунное заболевание, при котором вырабатываемые иммунной системой человека антитела повреждают здоровые клетки, преимущественно повреждается соединительная ткань с обязательным наличием сосудистого компонента.
Название болезнь получила из-за своего характерного признака — сыпи на переносице и щеках (поражённый участок по форме напоминает бабочку), которая, как считали в Средневековье, напоминает места волчьих укусов.

## Симптомы
Больные обычно жалуются на необоснованные подъёмы температуры, слабость, головные боли, боли в мышцах, быструю утомляемость. Разумеется, эти симптомы не патогномоничны, но сочетание с другими, более специфическими, увеличивает вероятность того, что больной страдает СКВ.

### Дерматологические проявления
Поражения кожи характеризуются различными изменениями, от незначительных стойких расширений мелких сосудов, до буллёзного эпидермолиза. Кожные проявления имеются у 65 % больных СКВ, возникают одними из первых, однако только у 30—50 % отмечается «классическая» макулопапулёзная сыпь на щеках в форме бабочки, а также на руках и туловище у многих пациентов обнаруживается дискоидная волчанка — толстые красные чешуйчатые пятна на коже, которые в последующем могут привести к атрофии кожи лица, конечностей и туловища. Рубцовая алопеция и ульцерация полости рта и носа, влагалища — также в числе возможных проявлений СКВ. Иногда появляются трофические язвы, а также ломкость ногтей и выпадение волос. У части больных можно обнаружить признаки фотодерматоза на открытых частях тела.

### Проявления со стороны опорно-двигательного аппарата
Большинство пациентов страдает от болей в суставах, чаще страдают мелкие суставы кистей рук и запястья. Проявляется артралгиями, реже — полиартритом с симметричным вовлечением суставов. Суставные изменения могут сопровождаться повреждением мышц в виде диффузных миалгий. В отличие от ревматоидного артрита, артропатия при СКВ не разрушает костную ткань, но деформации суставов, вызванные СКВ, принимают необратимый характер у 20 % пациентов. Для СКВ у мужчин типичным дебютом является сакроилеит.

### Гематологические проявления
При СКВ возникает LE-клеточный феномен, для которого характерно появление LE-клеток (клеток красной волчанки), — нейтрофильных лейкоцитов, содержащих фагоцитированные фрагменты ядер других клеток (для СКВ характерно распознавание собственных клеток как чужеродных и образование против них аутоантител, разрушение таких клеток и фагоцитоз). Достаточно часто встречается аутоиммунная тромбоцитопения (Синдром Верльгофа), характеризующаяся высыпаниями в виде геморрагических пятен различной величины и окраски на коже внутренней поверхности конечностей, груди, живота и слизистых оболочках; после незначительных травм возникают кровотечения, а носовые кровотечения иногда приобретают профузный характер и приводят к анемии. Лейкопения и тромбоцитопения могут быть как следствием СКВ, так и побочным эффектом её терапии.

### Проявления со стороны сердечно-сосудистой системы
У части пациентов отмечается перикардит, миокардит, эндокардит. Эндокардит при СКВ имеет неинфекционный характер (эндокардит Либмана — Сакса); повреждается митральный, аортальный или трикуспидальный клапан. У больных СКВ чаще и быстрее развивается атеросклероз, чем у здоровых людей. Поражение сосудов может манифестировать синдромом Рейно, для которого характерны приступообразно развивающиеся расстройства артериального кровоснабжения кистей и реже стоп; во время приступа кожа пальцев становится бледной и (или) цианотичной, преимущественно поражаются II—IV пальцы, очень редко дистальные отделы тела (носа, ушей, подбородка и так далее).

### Нефрологические проявления
Люпус-нефрит. Поражение ткани почки при системной красной волчанке в виде утолщения базальной мембраны клубочков, отложения фибрина, наличия гиалиновых тромбов и гематоксилиновых телец, феномена «проволочной петли».
Зачастую единственный симптом — безболезненная гематурия или протеинурия. Благодаря ранней диагностике и своевременной терапии СКВ частота острой почечной недостаточности не превышает 5 %. Нефротический синдром проявляется у 50 % заболевших.
Может быть поражение почек в виде волчаночного нефрита, как наиболее серьёзное органное поражение. Частота возникновения волчаночного нефрита зависит от характера течения и активности болезни, причём наиболее часто почки поражаются при остром и подостром течении, реже — при хроническом.

### Проявления со стороны органа зрения
При СКВ происходят патологические изменения слёзных желёз и нарушение их функции; сухость глаз приводит к развитию конъюнктивита, эрозий роговицы или кератита с нарушением зрения.

### Психические и неврологические проявления
Американский колледж ревматологии описывает 19 нейропсихиатрических синдромов при СКВ . Все изменения носят упорный характер течения.
Выделяются следующие синдромы:
1. Асептический менингит
2. Аффективное расстройство
3. Вегетативное расстройство
4. Головная боль (включая мигрень и доброкачественную внутричерепную гипертензию)
5. Двигательные расстройства (хорея)
6. Демиелинизирующий синдром
7. Злокачественная миастения (myasthenia gravis)
8. Когнитивная дисфункция
9. Миелопатия
10. Мононевропатия
11. Невропатия
12. Острое состояние спутанности сознания
13. Острый полирадикулоневрит (Синдром Гийена — Барре)
14. Плексопатия
15. Полиневропатия
16. Психоз
17. Судорожные расстройства
18. Тревожное расстройство
19. Цереброваскулярное заболевание.

### Аномалии T-клеток
С СКВ связывают пониженное содержание CD 45 — фосфатазы, повышенную активность CD 40 — лиганд.

### Критерии диагностики СКВ
1. Сыпь на скулах (волчаночная бабочка).
2. Дискоидная сыпь (эритема).
3. Фотосенсибилизация.
4. Язвы в ротовой полости (энантема).
5. Артрит (неэрозивный): 2 и более периферических суставов.
6. Серозит: плеврит или перикардит.
7. Поражение почек: персистирующая протеинурия (более 0,5 г/сут) или цилиндрурия.
8. Поражение ЦНС: судороги и психоз.
9. Гематологические нарушения: гемолитическая анемия (антитела к эритроцитам), тромбоцитопения, лейкопения.
10. Иммунологические показатели: анти-ДНК или анти-Sm, или аФЛ.
11. АНФ повышение титра.

При наличии 4-х критериев в любое время после начала заболевания ставят диагноз системной красной волчанки.

## Лечение системной красной волчанки
Целью лечения СКВ является предотвращение поражения органов и достижение ремиссии. Выбор лечения диктуется поражённой системой/системами органов и тяжестью поражения и варьируется от минимального лечения (например, противомалярийные препараты) до интенсивного лечения (цитотоксические препараты, кортикостероиды).
Обучение пациентов, физические меры и меры по изменению образа жизни, а также эмоциональная поддержка играют центральную роль в лечении СКВ. Пациенты с СКВ должны быть хорошо информированы о патологии заболевания, потенциальном поражении органов, включая брошюры, а также о важности медикаментозного лечения и контроля соблюдения режима лечения. Следует поощрять методы снижения стресса, хорошую гигиену сна, физические упражнения и использование эмоциональной поддержки. Курение может ухудшить симптомы СКВ, и пациенты должны быть проинформированы о важности отказа от курения. Диетические рекомендации должны включать отказ от ростков люцерны и эхинацеи и включение диеты, богатой витамином D. Все пациенты с СКВ должны избегать прямого воздействия солнечных лучей.
Кожные проявления: лёгкие кожные проявления обычно можно лечить местными кортикостероидами или местными ингибиторами кальциневрина, такими как такролимус. Гидроксихлорохин является препаратом выбора при большинстве кожных проявлений и очень эффективен. Метотрексат можно использовать, если нет ответа на гидроксихлорохин. При тяжёлом или резистентном заболевании можно рассмотреть системные кортикостероиды, микофенолата мофетил и белимумаб. Другие альтернативы включают талидомид, циклофосфамид и ритуксимаб.
Скелетно-мышечные проявления: гидроксихлорохин является препаратом выбора для лечения волчаночного артрита. Если ответа нет, можно рассмотреть возможность применения метотрексата или лефлуномида. Белимумаб и ритуксимаб можно рассматривать в рефрактерных случаях.
Гематологические проявления: необходимо исключить лекарственно-индуцированную цитопению. Лёгкие цитопении обычно не требуют лечения. При умеренной и тяжёлой цитопении кортикостероиды являются основой лечения, а азатиоприн или циклоспорин-А можно использовать в качестве стероидсберегающего средства. Тяжёлая рефрактерная цитопения может потребовать внутривенного пульсового введения стероидов: микофенолата мофетила, ритуксимаба, циклофосфамида, плазмафереза, рекомбинантного Г-КСФ или спленэктомии.
Сердечно-лёгочные проявления: серозит обычно отвечает на НПВП или умеренные или высокие дозы пероральных кортикостероидов. Гидроксихлорохин и метотрексат можно рассматривать как стероидсберегающие препараты. Острый волчаночный пневмонит требует внутривенного импульсного введения высоких доз кортикостероидов, в то время как плазмаферез и/или циклофосфамид могут потребоваться при наличии диффузного альвеолярного кровотечения. Интерстициальное заболевание лёгких можно контролировать с помощью кортикостероидов в низких и умеренных дозах с иммунодепрессантами, такими как азатиоприн или микофенолата мофетил. Лёгочная артериальная гипертензия требует сосудорасширяющей терапии, а тромботические осложнения, такие как тромбоэмболия лёгочной артерии, требуют антикоагулянтной терапии. Высокие дозы кортикостероидов необходимы для лечения миокардита и коронарного артериита.
Проявления со стороны ЦНС: Точная диагностика и исключение других потенциальных причин имеют решающее значение перед началом лечения нейропсихиатрических проявлений СКВ. Высокие дозы кортикостероидов с иммунодепрессантами, такими как циклофосфамид, азатиоприн или ритуксимаб, используются при нейропсихиатрических проявлениях, связанных с воспалением, таких как неврит зрительного нерва, асептический менингит, демиелинизирующие заболевания и другие. Пожизненный варфарин показан в случаях тромбоэмболических осложнений со стороны ЦНС, связанных с антифосфолипидным синдромом. Высокие дозы кортикостероидов можно использовать при когнитивных нарушениях, хотя надёжных данных по этому поводу нет.
Почечные проявления: волчаночный нефрит должен быть подтверждён биопсией, которая служит не только для подтверждения диагноза, но и для исключения других причин, а также помогает классифицировать заболевание. Волчаночный нефрит класса I и II лечат блокадой ренин-ангиотензин-альдостероновой системы. Иммуносупрессия высокими дозами кортикостероидов с последующим назначением азатиоприна показана только при протеинурии более 1 г/сут. Мембранозный волчаночный нефрит (класс V) также лечится блокадой ренин-ангиотензин-альдостероновой системы. Если присутствует протеинурия более 1 г/день (что часто встречается при волчаночном нефрите класса V), индукционная терапия высокими дозами кортикостероидов и азатиоприна (лёгкое течение) или такролимус/циклоспорин-А/микофенолата мофетил/циклофосфамид IV (умеренное или тяжёлое течение). ) с последующей поддерживающей терапией азатиоприном, микофенолата мофетилом, следует использовать циклоспорин-А или такролимус. Кортикостероиды следует постепенно снижать во время поддерживающей терапии. Пролиферативный волчаночный нефрит (класс III/IV) требует более агрессивной терапии. Индукционная терапия заключается во внутривенном пульсовом введении метилпреднизолона с последующим назначением высоких доз пероральных стероидов в сочетании с микофенолата мофетилом, внутривенным циклофосфамидом или азатиоприном. Поддерживающая терапия микофенолата мофетилом или азатиоприном должна продолжаться не менее 3 лет. Циклофосфамид в/в пульс в течение 1 года можно рассматривать как поддерживающую терапию при тяжёлом течении заболевания. Пациенты с волчаночным нефритом нуждаются в очень тщательном мониторинге функции почек и протеинурии в дополнение к другим маркерам активности заболевания СКВ. Часто встречаются обострения и неполная ремиссия. Некоторым пациентам может потребоваться заместительная терапия и пересадка почки. Другие препараты: белимумаб, воклоспорин.
Другие соображения по лечению: гидроксихлорохин следует использовать у всех пациентов с СКВ, учитывая его преимущества, помимо купирования активных проявлений, включая антитромботические свойства и предотвращение обострений. Пациентам, принимающим гидроксихлорохин, потребуются регулярные офтальмологические осмотры для наблюдения за редкой, но необратимой макулопатией, связанной с этим препаратом. Кортикостероиды очень часто используются при СКВ, и многие пациенты не могут полностью снизить их дозу. Необходимо учитывать и контролировать долгосрочные побочные эффекты кортикостероидов, включая остеопороз, глаукому, катаракту и аваскулярный некроз. Пациентам, принимающим высокие дозы кортикостероидов, также потребуется антибиотикопрофилактика для предотвращения инфекций. Большинство иммуносупрессивных препаратов, используемых при СКВ, имеют несколько потенциальных побочных эффектов, начиная от цитопении и гепатотоксичности и заканчивая повышенным риском развития рака мочевого пузыря при применении циклофосфамида.
Моноклональные антитела : анифролумаб.
Проходят клинические испытания: даксдилимаб.

## Прогноз
Среди больных СКВ смертность в 1,5-3 раза выше, чем в общей популяции, и больше по сравнению с пациентами с другими аутоиммунными заболеваниями. Выживаемость составляет от 85% до 90% в течение первых 10 лет. Ведущими причинами смертности являются сердечно-сосудистые заболевания, инфекции и почечная недостаточность. Ранняя диагностика с терапией, направленной на предотвращение повреждения органов, мониторинг и скрининг пациентов на сердечно-сосудистые заболевания и инфекции с ранним вмешательством, может улучшить эти результаты. 